# Непобедимая восьмёрка
«Непобедимая восьмёрка» (англ. The Invincible Eight, кит. трад. 天龍八將, упр. 天龙八将, палл. Тянь лун ба цзян) — гонконгский фильм режиссёра Ло Вэя, вышедший в прокат в 1971 году. Один из первых фильмов киностудии Golden Harvest и первый фильм, срежиссированный Ло Вэем с начала его работы на кинокомпанию с 1970 года.

## Сюжет
Ежедневно, во время проезда генерала Сяо Чэнцзюня и его безжалостных людей по Имперскому городу, местные жители вынуждены разбегаться по сторонам, чтобы не попадаться у них на пути. Но ребёнок, соблазнённый любопытством, проходит вперёд, чтобы посмотреть. Его избивают.
Лэй Куй, желая спасти мальчика, спрыгивает с близлежащего ресторана, однако в воздухе его пронзает копьё. Неожиданно три бойца, Фэн Ифэй, Цзяо Сюгу и Хэ Тецюнь, выходят из того же ресторана и помогают Лэй Кую отбиться. Все четверо прячутся на кухне заведения.
Повар Чжу Фу, другой благородный молодой человек, пытается прикрыть четверых гостей, но ему не удаётся обмануть Вань Шуня, начальника охраны генерала Сяо. Во время разразившейся схватки все, за исключением Хэ и Чжу, попадают в плен.
Позже двое спасшихся знакомятся с Гуй Цяньцзинь, девушкой под видом симпатичного учёного. Шестеро молодых людей, последовательно появившиеся в Имперском городе, являются потомками восьми покойных генералов-патриотов. Гуй предполагает, что Хай Тао и Цзян Янь, два других потомка, находятся с их общим врагом, генералом Сяо.
Гуй проникает в генеральскую резиденцию. Вскоре, после удачной попытки донести до Хай Тао правду, Гуй арестовывают. Вань убеждает генерала Сяо казнить Хая и Цзян. Подслушав это, Цзян немедленно освобождает пленников.
Восемь друзей считают, что они не справятся с Ванем и его бойцами, владеющими кнутом — должно произойти что-то, что увеличит шансы на успех. В конце концов они придумывают ловкую боевую технику. Теперь уже «непобедимая восьмёрка» решает свести личные счёты в резиденции Сяо. Они побеждают преступников в финальной битве.

## В ролях
Исполнители ролей первого плана
| Актёр       | Роль          |
| ----------- | ------------- |
| Шэнь Дянься | Цзяо Сюгу     |
| Чжан Чун    | Хэ Тецюнь     |
| Тан Цзин    | Фэн Ифэй      |
| Тянь Цзюнь  | Лэй Куй       |
| Хань Инцзе  | Сяо Чэнцзюнь  |
| Се Сянь     | Хай Тао       |
| Бай Ин      | Вань Шунь     |
| Ли Кунь     | повар Чжу Фу  |
| Мао Ин      | Гуй Цяньцзинь |
| Мяо Кэсю    | Цзян Янь      |

Исполнители прочих ролей
| Актёр        | Роль                 |
| ------------ | -------------------- |
| Лён Лун      | приспешник с кнутом  |
| Лэй Катин    | приспешник с кнутом  |
| Чам Сиухун   | приспешник с кнутом  |
| Чжу Юаньлун  | приспешник с кнутом  |
| Лам Чинъин   | приспешник с кнутом  |
| Лён Сиулун   | приспешник с кнутом  |
| Чань Вуйнгай | приспешник с кнутом  |
| Тхон Вайсин  | (массовка)           |
| Чан Чхолам   | официант в ресторане |

## Съёмочная группа
- Кинокомпания: Golden Harvest
- Продюсер: Рэймонд Чоу
- Режиссёр: Ло Вэй
- Сценарий: Ло Давэй
- Ассистент режиссёра: Е Жунцзу[кит.], Чжи Яочан
- Постановка боевых сцен: Хань Инцзе, Чжу Юаньлун
- Художник: Цянь Синь
- Оператор: Линь Госян
- Композитор: Ван Фулин[кит.]
- Гримёр: Чань Куокхун
- Дизайнер по костюмам: Чю Синхэй
- Монтаж: Сун Мин

## Прокат и сборы
Кинотеатральный прокат «Непобедимой восьмёрки» в Гонконге стартовал 22 января 1971 года. Продлившись вплоть до 4 февраля, он принёс кинокартине кассовые сборы в размере 924 005,3 гонконгских долларов. Кинолента стала первым фильмом кинокомпании Golden Harvest в прокате, хотя первой лентой студии является «Бурная река», получившая релиз в Гонконге лишь спустя четыре месяца, 12 мая 1971 года.

## Критика
Кинокритик с сайта HKCinema.ru, Борис Хохлов, пишет, что сюжет картины подаётся грубо и прямолинейно. Сдержанно оцениваются бои — с одной стороны, они медлительны, с другой — их много. В положительном тоне кинокритик отзывается об актёрском составе киноленты, называя крайне талантливыми основных исполнителей и отдельно упоминая «будущих звёзд жанра», сыгравших Девять Кнутов.
По мнению Джеффа Боны с ресурса cityonfire.com, фильм оказался поспешным, дешёвым, а постановка боёв при этом очень небрежной и изворотливой. Тем не менее, описывая удачные аспекты картины, Бона пишет, что история занимательна, персонажи запоминающиеся, и темп приличный. Более позитивно критик оценивает актёрский состав, называя его хорошей причиной для просмотра, и финальную битву, считая её настоящим удовольствием.
Автор рецензии на сайте Silver Emulsion Film Reviews, Уилл Коуф, видит историю фильма хорошо рассказанной и интересной. В плане актёрского мастерства Коуф положительного мнения об антагонисте Хань Инцзе, «заметных новичках» в лице Анджелы Мао и Норы Мяо. С точки зрения рецензента, у исполнителей-мужчин наиболее интересные роли, за исключением Бай Ина. Отдельного внимания критика удостаиваются персонажи с хлыстами, поскольку, как ему видится, благодаря им в фильме единственное реальное новшество в плане постановки боёв. Поединки, считает Коуф, «просто посредственны», в частности, «почти каждая схватка в первой половине скучна и неубедительна». Негативное мнение рецензент высказывает и о режиссуре, которая, по его словам, разочаровывает.